# Clarence Emir Allen

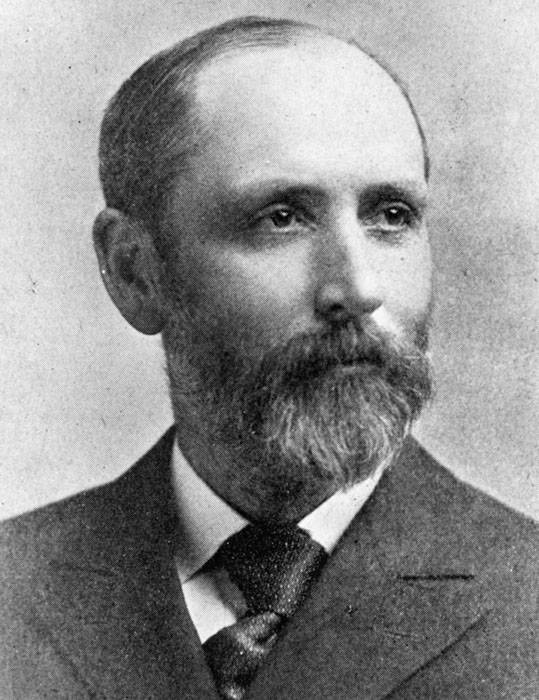
Clarence Emir Allen

Clarence Emir Allen (* 8. September 1852 im Erie County, Pennsylvania; † 9. Juli 1932 in Escondido, Kalifornien) war ein US-amerikanischer Politiker. Zwischen 1896 und 1897 vertrat er den Bundesstaat Utah im US-Repräsentantenhaus.

## Frühe Jahre
Clarence Allen besuchte die öffentlichen Schulen seiner Heimat und bis 1877 das Western Reserve College, das sich damals in Hudson (Ohio) befand. Im Jahr 1881 zog er nach Salt Lake City im Utah-Territorium. Dort arbeitete er bis 1886 als Lehrer an der Salt Lake Academy. Danach wurde er im Bergbaugeschäft tätig.

## Politische Laufbahn
Clarence Allen war zunächst Mitglied der Liberal Party, die sich in Utah vor allem gegen kirchliche Vertreter in politischen Ämtern wandte. In den Jahren 1888, 1890 und 1894 wurde Allen in das territoriale Repräsentantenhaus gewählt. Zwischen 1890 und 1893 war er Ratsschreiber (County Clerk) im Salt Lake County. Damals studierte er auch Jura. Nach seiner 1893 erfolgten Zulassung als Rechtsanwalt begann er diesen Beruf in Salt Lake City auszuüben. Im Jahr 1892 kandidierte er erfolglos als Kandidat der Liberalen für das Amt des Kongressdelegierten. Im selben Jahr trat er der Republikanischen Partei bei, deren Republican National Conventions er in den Jahren 1892 und 1896 als Delegierter besuchte.
Nachdem Utah als neuer Bundesstaat den Vereinigten Staaten beigetreten war, wurde Allen als Kandidat seiner neuen Partei ins US-Repräsentantenhaus gewählt. Dieses Mandat übte er zwischen dem 4. Januar 1896 und dem 3. März 1897 aus. Eine erneute Kandidatur für die Kongresswahlen des Jahres 1896 lehnte er ab.

## Weiterer Lebenslauf
Nach dem Ende seiner politischen Tätigkeit im Kongress widmete sich Allen bis 1922 wieder seinen Geschäften im Bergbau. Dann zog er sich in den Ruhestand zurück, den er bis 1931 in Columbus (Ohio) verbrachte. Danach zog er nach Kalifornien, wo er 1932 verstarb.